# (32454) 2000 SD50
2000 SD50 (asteroide 32454) é um asteroide da cintura principal. Possui uma excentricidade de 0.09928860 e uma inclinação de 4.07065º.
Este asteroide foi descoberto no dia 23 de setembro de 2000 por LINEAR em Socorro.